# Дальерес Кодина, Жозеп
Жозеп Дальере́с Коди́на (исп. Josep Dallerès Codina; род. 14 февраля 1949) — андоррский политический деятель. Генеральный синдик Андорры в 1994—1997 гг. и с 19 мая 2009 года. Является членом Социал-Демократической партии Андорры.

## Награды
- Крест Семи Рук[кат.] (Андорра, 10 июля 2024 года)[1].